# 埼玉利根保健医療圏医療連携推進協議会

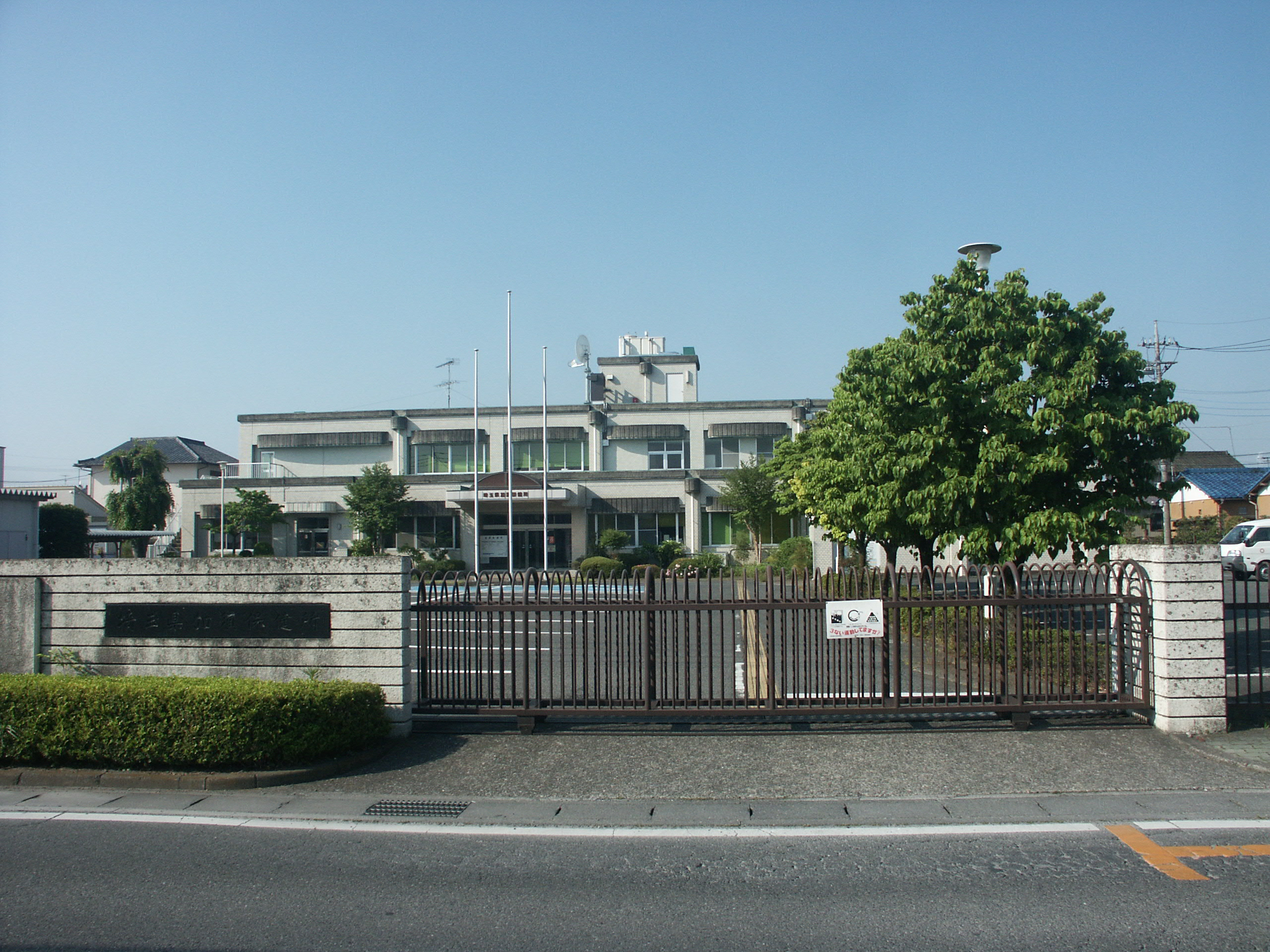
事務局（埼玉県加須保健所内）

埼玉利根保健医療圏医療連携推進協議会（さいたまとねほけんいりょうけん　いりょうれんけいすいしんきょうぎかい）は埼玉県北東部（利根地域）の協議会である。

## 概要
埼玉利根保健医療圏医療連携推進協議会は「利根保健医療圏における地域医療再建計画」が2010年（平成22年）1月29日に国により採決され、同年7月20日に行田市・羽生市・加須市・久喜市・幸手市・蓮田市・南埼玉郡白岡町・南埼玉郡宮代町・北葛飾郡杉戸町の6市3町の地域に設置、南埼玉郡白岡町の市制を経て現在は行田市・羽生市・加須市・久喜市・幸手市・蓮田市・白岡市・南埼玉郡宮代町・北葛飾郡杉戸町の7市2町の行政・埼玉県加須保健所および幸手保健所・圏域内医師会・圏域内歯科医師会・圏域内薬剤師会・医療機関で構成されている。協議会の会長は加須市長が務め、副会長を久喜市長・加須医師会・北埼玉医師会・南埼玉郡市医師会・北葛北部医師会が務めている。この協議会が運営しているものとして、埼玉利根保健医療圏地域医療ネットワークシステム「とねっと」がある。

## とねっと
とねっとは埼玉利根保健医療圏医療連携推進協議会が運営している地域医療ネットワークシステムであり、その愛称が「とねっと」である。これは「利根地域のネットワーク」が語源である。2012年（平成24年）4月1日から試験運用され、同年7月1日から本格運用が開始された。2018年（平成30年）4月1日からは歯科医療機関と調剤薬局がとねっとに加入したことを受け「新とねっと」として運用が開始された。2019年（平成31年）4月からは利根保健医療圏以外の住民も参加できるようになったが、申込時にカード代として500円を負担する必要がある。
システムとしては登録時にとねっと参加同意書を記入する際に必須項目として氏名・生年月日・郵便番号・住所・電話番号・性別・血液型・緊急連絡先（2件まで入力可）を記入し、任意記入項目として医療機関（かかりつけ医）・アレルギー情報・エピペンの有無・アナフィラキシーショックの可能性の有無・病歴・服用薬・とねっと健康記録のパスワードがある。同意書に記入後、本人確認書類のコピーと合せ所定の提出先に提出すると、登録した際の住所宛に「かかりつけ医カード」が発送されてくる。このかかりつけ医カードをとねっと参加機関に赴いた際に提出すると診療情報がシステム上に蓄積される。また他のとねっと参加機関でカードを受付時に提出すると、その機関との間で診療情報の共有が行われることになる。そして、救急医療を必要とした際、利根保健医療圏内の救急隊が所持しているタブレットでかかりつけ医カードに記されているかかりつけ医カードID（カード番号）を入力（2018年（平成30年）4月12日から発行されたカードはIC化されている）することにより、参加同意書に記入した内容（氏名や緊急連絡先など）やかかりつけ医・診療情報・服薬などが表示され、対応がより迅速にとれるようになるというものである。救急の際には、かかりつけ医カードIDの確認のため、かかりつけ医カードの存在を救急隊に見つけてもらう必要がある。
この他、とねっとにはパソコンやスマートフォンで利用できる「健康記録」の機能があり、身長・体重・血圧・検査値（検診項目程度）を入力することができる。先述のとねっと健康記録のパスワードはここにログインする際に必要なパスワードである。
なお、利根保健医療圏に属するすべての医療機関がとねっとに参加しているのではないので注意が必要である。また、利根保健医療圏外の救急車にはとねっとのタブレット端末は搭載されていないので、健康に不安のある者は万一の際に救急隊に情報を表示できるよう事前の準備が必要である。（※例、とねっとに登録している住民が熊谷市内やさいたま市内などの圏域外で急患となり救急を要し、個人情報（医療情報・緊急連絡先）を救急隊に知らせたい場合、スマートフォンなどの端末に自身の情報を表示する必要がある。）また、住基ネットとはリンクしていないため、住所変更などが生じた際には『「とねっと」利用者登録変更届』を提出して登録内容を変更する必要がある。同上の理由により、利用者が死亡した場合なども代理者が「とねっと」同意撤回届を提出する必要があり、提出しなかった場合はかかりつけ医カードは生き続けることとなる。

## 対象地域
- 行田市
- 羽生市
- 加須市
- 久喜市
- 幸手市
- 蓮田市
- 白岡市
- 南埼玉郡宮代町
- 北葛飾郡杉戸町

## 事務局所在地
- 〒347-0031
- 埼玉県加須市南町5-15 - 埼玉県加須保健所内[6]

## 参考資料
- 『埼玉利根保健医療圏　地域医療ネットワークシステム　『とねっと』（リーフレット）』 - 埼玉利根保健医療圏医療連携推進協議会事務局 発行
- 『埼玉利根保健医療圏　地域医療ネットワークシステム　『とねっと』（三つ折りパンフレット）』 - 埼玉利根保健医療圏医療連携推進協議会事務局 発行